# György Mészáros (Dirigent)
György Mészáros (* 1984 in Budapest) ist ein ungarischer Dirigent und Pianist.

## Leben
Mészáros wurde 1984 in Budapest in eine Musikerfamilie hineingeboren. Beide Eltern spielen als Orchestermusiker an der Budapester Staatsoper, seine Mutter als Oboistin, sein Vater als Hornist. Schon als Kind sah Mészáros seine erste Oper, Die Zauberflöte von Mozart. Mit 6 Jahren begann er Klavier zu spielen, das Dirigieren faszinierte ihn aber schon damals. Wagner-Opern waren für ihn wie Kindermärchen und als er 14 Jahre alt war, reiste er erstmals mit seinen Eltern zu den Wagnerfestspielen in Bayreuth.
Sein Studium begann er in Budapest, zunächst mit Klavier und Musiktheorie am Bartók Béla Konzervatórium der Franz-Liszt-Musikakademie. Dort lernte er Zsuzsanna Reibach kennen, seine heutige Ehefrau. Im Jahr 2003 gingen beide für weitere Studien nach Wien, wo Mészáros bei Martin Hughes an der Universität für Musik und darstellende Kunst Konzertfach Klavier studierte. Von 2005 an studierte er Dirigieren an der Musik und Kunst Privatuniversität der Stadt Wien unter Georg Mark. Während seiner Studienzeit besuchte Mészáros zusätzlich Meisterkurse für Dirigenten, in Budapest bei Yuri Simonov, und in Siena bei Gianluigi Gelmetti. Er schloss sein Studium im Jahr 2010 ab, sein Diplomkonzert war Bruckners Wagner-Sinfonie. Reibach schloss ihr Studium in Wien mit Diplom als Konzertorganistin und Cembalistin ab.

## Wirken
Im Jahr 2010 kam Mészáros als musikalischer Assistent und Korrepetitor für die Kinderoper zu den Bayreuther Festspielen. Im gleichen Jahr wurde Mészáros zunächst Solorepetitor und Assistent des Generalmusikdirektors am Staatstheater Braunschweig, wo er unter anderem Die Fledermaus, A Midsummer Night's Dream, Luisa Miller und Die Zauberflöte dirigierte. Im Jahr 2011 wurde Mészáros Gastdirigent an der Budapester Staatsoper, hier dirigierte er Don Pasquale und Don Giovanni. Im Jahr 2012 wechselte der Operndirektor des Braunschweiger Theaters, Jens Neundorff von Enzberg, als Intendant an das Theater Regensburg, woraufhin Mészáros ihm als zweiter Kapellmeister folgte. Dort leitete Mészáros die Premieren von Linckes Frau Luna und Händels Saul. Er machte sein Debüt als Gastdirigent mit dem Leipziger Symphonieorchester im Jahr 2013. 2015 beendete Mészáros sein Engagement in Regensburg und wurde in der Saison 2015/2016 erster Kapellmeister und stellvertretender Generalmusikdirektor am Landestheater Detmold. Dort leitete er unter anderem die Premieren von Die Fledermaus, Rigoletto, Die Csárdásfürstin, Hänsel und Gretel, Così fan tutte, Der Vetter aus Dingsda , Martha, und Der Wildschütz. Unter den von ihm dirigierten Opern sind außerdem Aida, La Bohème, Madama Butterfly, Elektra, Faust, Der fliegende Holländer, Die Meistersinger von Nürnberg, Tosca und Zar und Zimmermann. 2018 leitete Mészáros die Wiederaufnahme der Operette Wiener Blut am Staatstheater am Gärtnerplatz, 2019 die der Oper Don Giovanni am Staatstheater Cottbus. In der Spielzeit 2021/22 wurde Mészáros zum kommissarischen Generalmusikdirektor am Landestheater Detmold. Im Februar 2024 ernannte die Tonhalle Düsseldorf Mészáros zum Leiter ihrer Kinder- und Jugendsinfonieorchester. Ein Gremium, bestehend aus der Geschäftsführung der Tonhalle, Mitgliedern der Düsseldorfer Symphoniker sowie des Jugendsinfonieorchesters wählte Mészáros einstimmig aus 150 Mitbewerbern aus Europa, Asien und den USA. Im selben Monat beendete Mészáros sein Engagement am Landestheater Detmold.
Das Ehepaar Reibach und Mészáros tritt gemeinsam konzertant in Erscheinung, Reibach als Solistin am Cembalo oder der Orgel und Mészáros als musikalischer Leiter, unter anderem 2018 in einem Oratorienkonzert mit Werken von Anton Bruckner und 2019 beim Festtagskonzert zur Deutschen Einheit mit dem Leipziger Symphonieorchester.
Mészáros lehrt an der Hochschule für Musik Detmold, dort unterrichtet er den „Masterkurs Gesang“ und „Dirigieren und Orchesterleitung“. Er arbeitet mit Amateurorchestern wie den Jungen Sinfonikern in Bielefeld und seit 2017 mit der Orchestergesellschaft Detmold zusammen. Unter seiner Leitung spielte die Orchestergesellschaft 2019 erstmals im Detmolder Konzerthaus, wofür Mészáros die Sopranistin Megan Marie Hart als Solistin gewinnen konnte.
Seit 2024 ist er die Leitung des Jugendsinfonieorchester der Tonhalle Düsseldorf.

## Diskografie
Als Pianist:
- 2003: Klavierkonzert in Es-Dur für zwei Klaviere von W. A. Mozart. Balázs Fülei, György Mészáros; auf „A zene titkai“,[31] CD FB 0017.[32]

Als Dirigent:
- 2022: Welt & Traum – Songs by Wolf, Liszt, Ullmann, Mahler. Gesang Konstantin Ingenpaß, Hänssler Classic, HC22040.[33]